# Andrea Andersson-Tay
Andrea Ellen Sofie Andersson Tay, född Söderblom Tay 21 september 1988 i Sundbybergs församling, Stockholms län, är en svensk politiker (vänsterpartist). Hon är ordinarie riksdagsledamot sedan 2022, invald för Stockholms läns valkrets.
Hon har tidigare varit riksordförande i Jordens vänner och är utbildad miljövetare och humanekolog.
I riksdagen är hon ledamot i ledamotsrådet sedan 2022. Hon är även suppleant i EU-nämnden, miljö- och jordbruksutskottet och skatteutskottet.